# Vackovec
Vackovec (německy Watzgenreuth) je osada, část obce Milhostov v okrese Cheb v Karlovarském kraji. Nachází se asi dva kilometry jihovýchodně od Milhostova. Je zde evidováno 5 adres. V roce 2011 zde trvale žilo 26 obyvatel.
Vackovec je také název katastrálního území o rozloze 3,35 km².

## Geografie a přírodní poměry

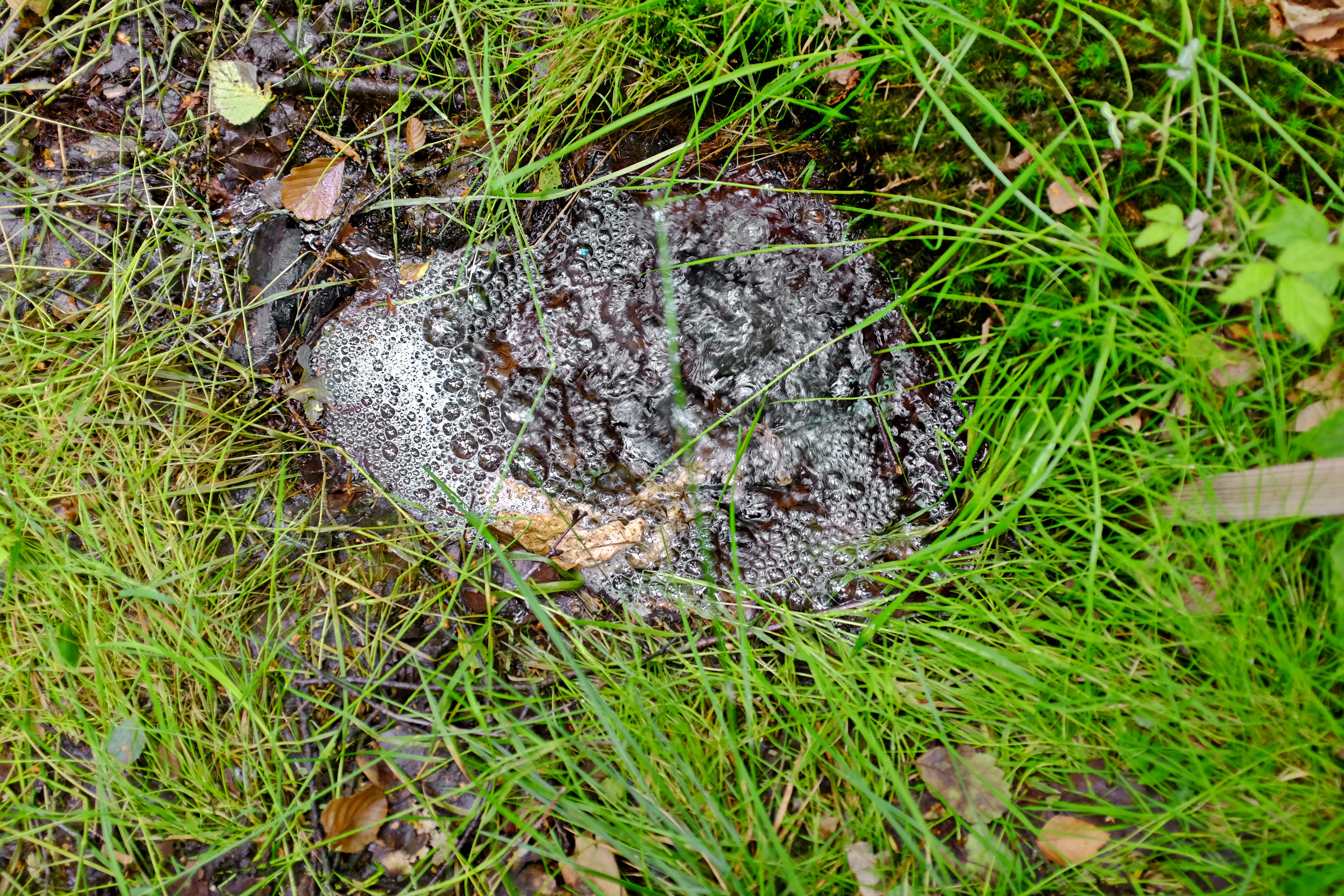
Mofeta Bublák

Téměř zaniklá vesnice se nachází v ploché krajině Chebské pánve při levém břehu řeky Plesné. Geologický podklad tvoří třetihorní sedimenty, převážně písky a jíly.
Významným geologickým fenoménem v nivě říčky Plesné jsou vývěry minerálních vod a plynného oxidu uhličitého. Mofetové pole Bublák západně od Vackovce se stalo součástí národní přírodní památky Bublák a niva Plesné vyhlášené v roce 2017.
Společně s dalšími mofetovými poli v blízkém okolí představuje oblast nivy Plesné jedno z největších území s výskytem mofet, jako projev postvulkanické činnosti na Chebsku. Mofety Bublák jsou rovněž lokalitou Geoparku Egeria, součásti Česko - bavorského geoparku..

## Historie
První písemná zmínka o vesnici pochází z roku 1304.
Koncem 13. století patřil Vackovec pánům z Hartenberka. První písemná zmínka souvisí s Oldřichem z Hartenberka, který prodal část vsi waldsasenskému klášteru. Tuto (Taut) z Hartenberka odkázal druhou část vsi klášteru a Vackovec byl připojen ke klášternímu majetku v okolí Lubů, v jehož rámci tvořil samostatné zboží. S Luby zůstal spojen až do roku 1348, kdy klášter postoupil celý lubský újezd včetně Vackovce Rüdigerovi ze Sparnecku. Během 15. století se vystřídalo více majitelů, některé dvory drželi chebští měšťané. Koncem 15. století vlastnil Vackovec chebský měšťan Hans Ruprecht, jeho potomci až do poloviny 16. století. Roku 1561 připadl Vackovec jako odúmrť Českému království a stal se majetkem dvorské komory. Král Rudolf II. ho roku 1604 propůjčil Jindřichu Domináčkovi z Písnice (1555–1608).[zdroj?] Jeho synové již roku 1612 toto léno převedli na Jiřího Multze z Valdova. V rukou Multzů zůstal do počátku 18. století, poté přešel Vackovec do rukou chebských měšťanů. Ve vsi stálo panské sídlo, vybudované zřejmě ve 14. století, o němž je však první zmínka až z roku 1561. Ještě roku 1701 zde žil Jáchym Arnošt z Hartenberku, který na něm sepsal závěť. Po jeho smrti ovšem rezidenční úloha místní tvrze skončila, neboť majitelé vsi žili již jinde. Není jisté, kolik panských sídel ve Vackovci v průběhu vývoje vzniklo. Existence tvrzi je někdy spojována s věží uprostřed vsi. Je možné, že po jejím zániku byla na jejím místě postavena věž, kterou lze datovat do 16. století. Skládala se z velké čtverhranné věže o dvou patrech, kryté sedlovou střechou a nízkého patrového stavení. Stávala ještě na přelomu padesátých a šedesátých let 20. století, poté však byla zbořena a nedochovalo se z ní nic.
Při jihovýchodním okraji se nachází několik kilometrů dlouhé těleso nedostavěné Sudetské dálnice. Stavba byla zahájena na počátku druhé světové války. Silnice měla po připojení českého pohraničí k nacistickému Německu zajistit lepší dopravní spojení v tzv. Sudetské župě. Výstavbu zahájil slavnostní výkop 7. prosince 1938, jehož se zúčastnil Rudolf Hess a Konrad Henlein. Koncem dubna 1942 byla výstavba z finančních důvodů zastavena. V poválečné době bylo nedokončené těleso ponecháno svému osudu.

## Obyvatelstvo
Při sčítání lidu v roce 1921 zde žilo 84 obyvatel, všichni německé národnosti. Všichni, až na jednoho evangelíka, se hlásili k římskokatolické církvi.
| Rok            | 1869 | 1880 | 1890 | 1900 | 1910 | 1921 | 1930 | 1950 | 1961 | 1970 | 1980 | 1991 | 2001 | 2011 | 2021 |
| -------------- | ---- | ---- | ---- | ---- | ---- | ---- | ---- | ---- | ---- | ---- | ---- | ---- | ---- | ---- | ---- |
| Počet obyvatel | 101  | 100  | 93   | 69   | 75   | 84   | 84   | 44   | 65   | 70   | 48   | 21   | 24   | 26   | 21   |
| Počet domů     | 12   | 12   | 12   | 9    | 10   | 11   | 11   | 5    | -    | 8    | 6    | 5    | 5    | 5    | 5    |

## Obecní správa
Při sčítání lidu v letech 1850–1950 Vackovec byl samostatnou obcí v okrese Cheb. Od roku 1951 je částí obce Milhostov v okrese Cheb.

## Pamětihodnosti
- Barokní kříž s korpusem Krista, Bolestné Panny Marie a dvěma anděly